# Yondaime Gaiden
Yondaime Gaiden – dōjinshi autorstwa Marty Grabowskiej, bazujący na oryginalnej mandze Naruto. Wydany w Polsce przez Studio JG.

## Fabuła
Historia skupia się na losach Czwartego Hokage oraz obowiązkach, jakie na nim spoczywają. Zarówno jako przyszłego ojca, jak i nowego przywódcy Konohy. Ponadto dużą rolę odgrywają relacje między bohaterami oraz oczekiwanie na narodziny Naruto.

## Bohaterowie
- Wasabi Mitarashi  - Matka Anko.
- Higure - Brat Rin.